# Гавайские имена
Гава́йские имена́ — личные имена людей, принятые на Гавайских островах.

## Описание
Гавайские имена популярны не только в гавайских семьях, но и среди других жителей островов штата Гавайи, и в других штатах США среди гавайцев, особенно в таких штатах, как Калифорния и Юта.
Обычно гавайские имена не имеют морфологического указания на пол человека. Их значение часто символическое и метафорическое.
Старейшины придумывали новое имя для каждого ребёнка, при тщательном осмыслении его значения. Ребёнок мог быть назван в честь родственников, но обычно в пределах одной семьи. Фамилий у гавайцев не было.

## Популярные имена
По опросам гавайцев были выяснены наиболее популярные имена и их значения:
Леилани («небесные леи») — 5 % женщин.
Другие популярные женские имена по годам:
- в 1900—1939 годах: Куулеи («мой леи»), Леинаала («ароматы веют»), Леиалоха («леи любви»), Леинаани («прекрасный леи»), Леимоми («жемчужный леи»);
- в 1940—1969 годах: Пуанани («прекрасный цветок»), Леиалоха, Хаунани («прекрасный снег»), Ивалани («царственная птица-фрегат»), Уилани («небесная юная красота»), Улулани («небесное вдохновение»);
- в 1970—1989 годах: Малия (Мэри), Кехаулани («небесная роса»), Кууипо («моя дорогая»), Маиле (в честь одноимённого растения), Ноелани («небесный туман»), Пуанани;
- в 2000—2005 годах: Малия, Ноелани, Махеалани («ночь полнолуния»), Кууипо, Алана («пробуждение» — хотя это также и английское имя), Кеикилани («небесное дитя»).

Калани («небо, верховный вождь») было популярным мужским именем во всех возрастных группах.
Другие популярные имена для мужчин:
- в 1900—1939 годах: Кеалоха («любовь»), Калеи («леи»), Камака («глаз / бутон / любимый»);
- в 1940—1969 годах: Кеала («аромат», символизирует высокое происхождение), Кавика (Давид), Канани («слава»),  Камеалоха («возлюбленный»);
- в 1970—1989 годах: Икаика («сильный»), Кавика, Алика (Алекс), Кеола («жизнь»);
- в 2000—2005 годах: Каи («море»), Кекоа («храбрость»), Каиноа и Наиноа (соответственно «тёзка» и «тёзки», даётся как второе имя для человека, названного по первому имени в честь родственника), Икаика, Каимана («алмаз, могучее море, море маны»), Кеони (Джон), Макана («подарок»).